# Arsenal (Metropolitano de Londres)
Arsenal é uma estação do Metrô de Londres localizada em Highbury, Londres. Fica na linha Piccadilly, entre as estações Holloway Road e Finsbury Park, na Zona 2 do Travelcard. Originalmente conhecida como Gillespie Road, foi renomeada em 1932 em homenagem ao Arsenal Football Club, que na época jogava no vizinho Highbury Stadium. É a única estação de metrô com nome direto de um clube de futebol. Embora o Highbury Stadium tenha fechado em 2006, a estação mantém seu nome e ela ainda é usada pelos espectadores que assistem aos jogos no Emirates Stadium, do Arsenal.

## Localização
A estação está localizada em uma estreita rua residencial vitoriana, longe de qualquer estrada principal.

## História

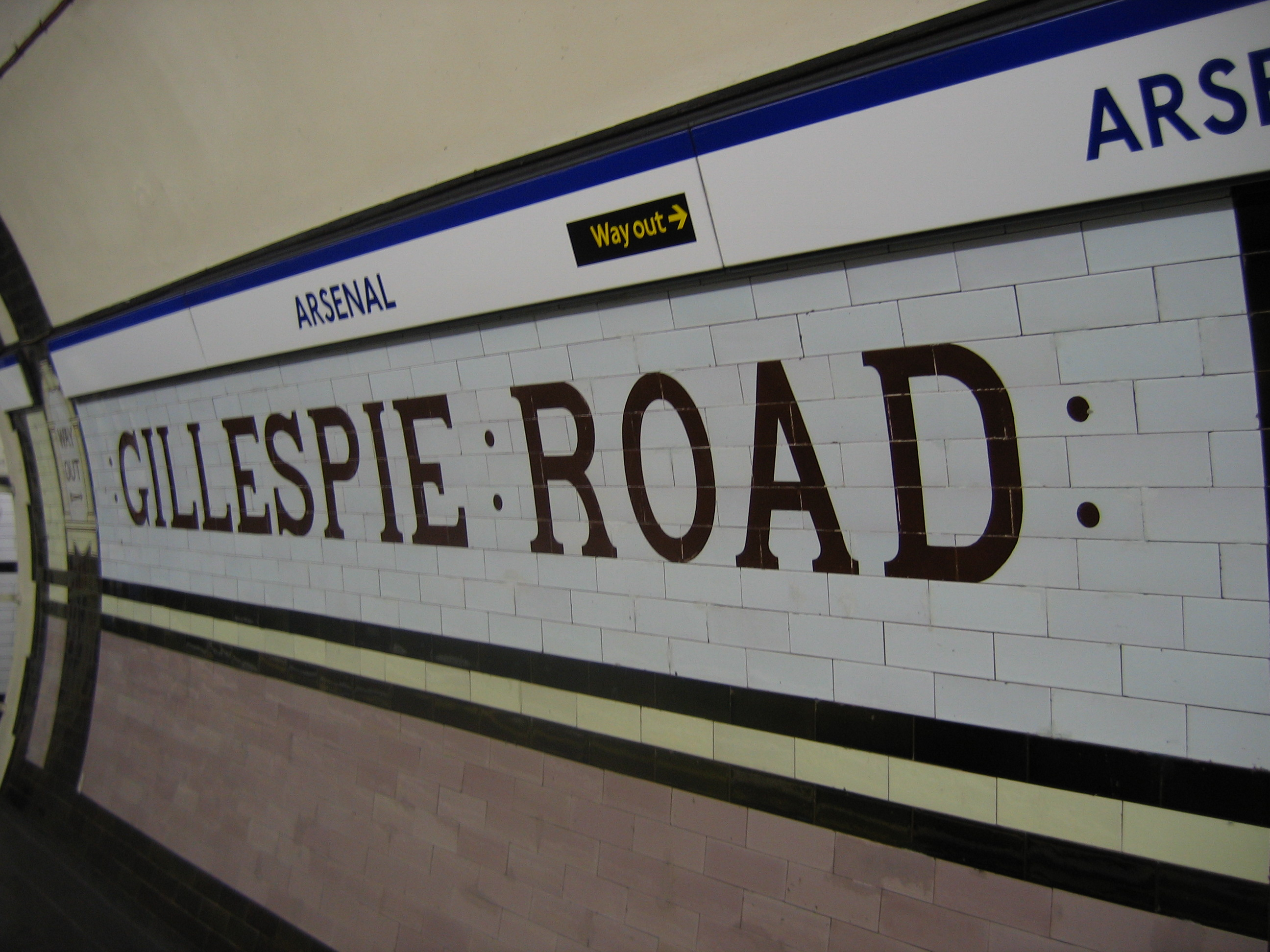
Os ladrilhos da plataforma indicam o disfarce anterior da estação como "Gillespie Road".

A estação de metrô Arsenal foi inaugurada pela Great Northern, Piccadilly and Brompton Railway (GNP&BR) como Gillespie Road em 15 de dezembro de 1906. A GNP&BR foi posteriormente renomeada como linha Piccadilly após a consolidação e nacionalização da rede de metrô como Metrô de Londres.

## Disposição da estação

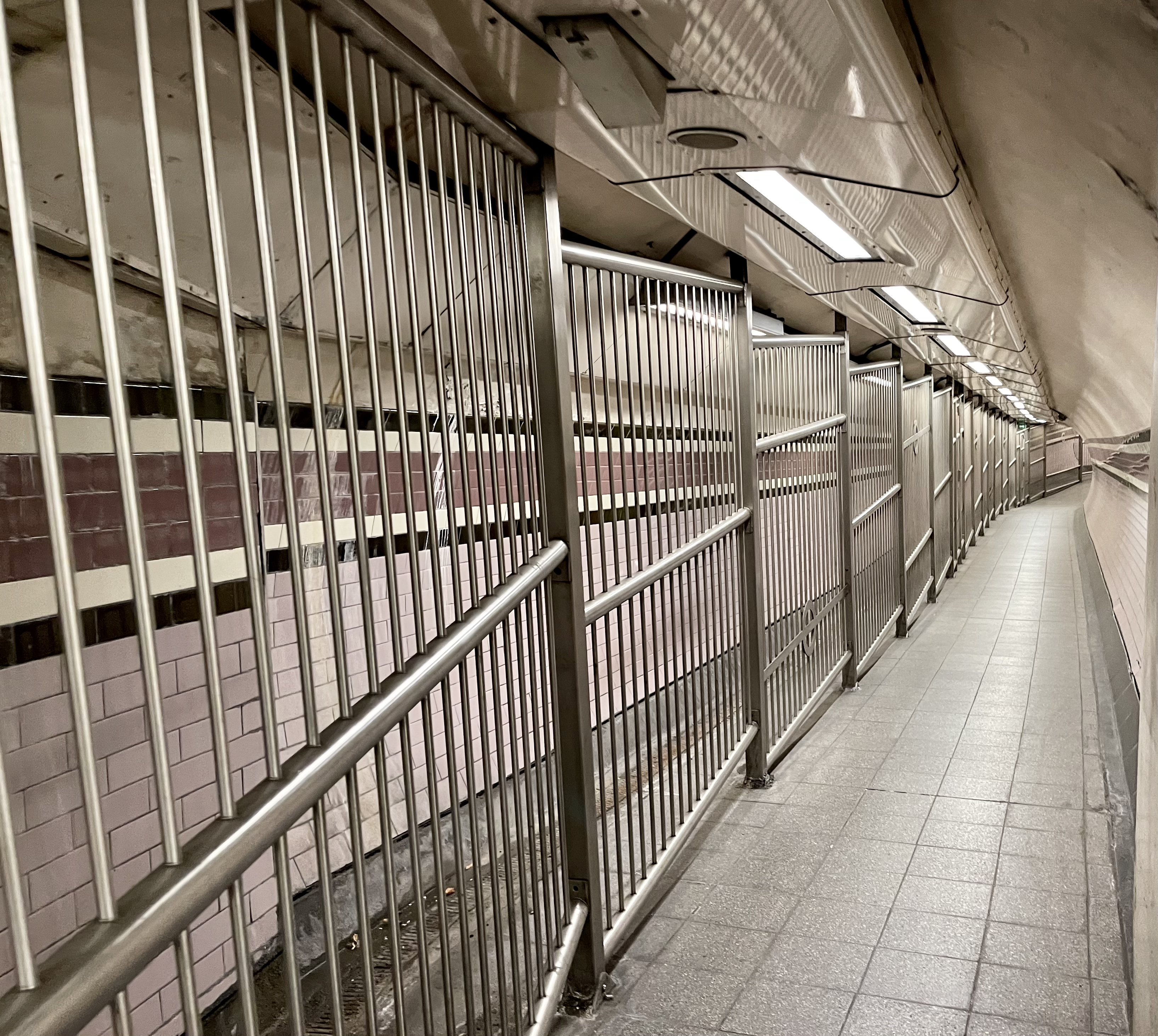
Corredor que liga a bilheteira às plataformas, voltado para estas. Observe a segregação do fluxo de marés, em operação em dias de jogos de futebol. Os torcedores usariam a seção mais larga.

Quando foi construída pela primeira vez, o edifício da estação estava espremida entre propriedades residenciais de cada lado, ocupando a largura de apenas duas casas geminadas. Mesmo depois de o edifício de superfície ter sido reconstruído e ampliado no início da década de 1930, com a demolição de mais uma casa, tem uma das fachadas mais estreitas de qualquer estação de metrô.
Excepcionalmente para uma estação de metrô de "nível profundo", Arsenal não possui escadas rolantes nem elevadores. Em vez disso, uma passagem inclinada leva às plataformas. Isso se deve ao fato de os túneis serem relativamente rasos neste ponto e estarem situados a alguma distância da entrada da estação (estando abaixo da East Coast Main Line). Existem lances curtos de escadas em ambas as extremidades da passagem, portanto a estação não é acessível para cadeiras de rodas. Quando a estação foi reconstruída no início da década de 1930, um túnel extra foi cavado até o nível da plataforma a partir da passagem de acesso principal, em antecipação ao aumento do tráfego. Isso agora é usado para lidar com grandes multidões em dias de jogos. A estação possui um sistema de “marés” único na rede subterrânea, com um trecho estreito de um lado dividido da passagem principal por uma cerca de altura total. O trecho estreito é utilizado em dias de jogos para o fluxo mais leve, de acordo com o horário do dia - para passageiros que pegam os trens antes dos jogos ou saem da estação depois.

## Uso

Mapa dos antigos e novos estádios do Arsenal em relação à estação de metrô Arsenal

A estação é consideravelmente menos movimentada do que outras estações no mesmo trecho da linha. Em 2007, apenas 2.735.000 entradas e saídas foram registradas, em comparação com 7.487.000 de Holloway Road (Metropolitano de Londres)

## Serviços e conexões

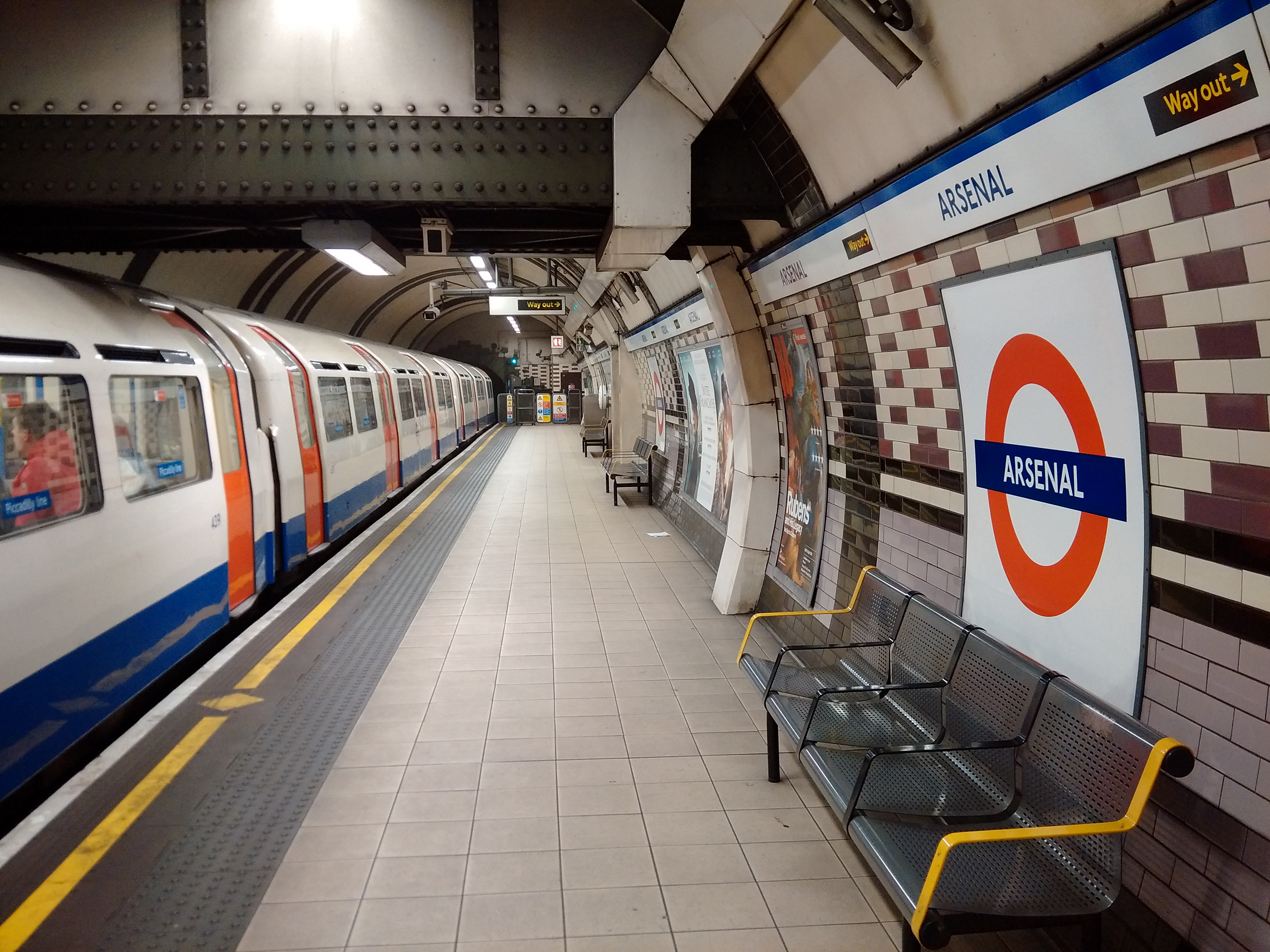
Trem da linha Piccadilly no Arsenal

As frequências dos trens variam ao longo do dia, mas geralmente operam a cada 2–6 minutos entre 06:22 e 00:19 em ambas as direções.
Nenhuma rota de ônibus atende diretamente a estação. No entanto, as rotas de ônibus de Londres 4, 19, 29, 91, 106, 153, 236, 253, 254 e 259 e as rotas noturnas N19, N29, N91, N253 e N279 estão todas próximas.